# Sant Pere de la Rúa
Sant Pere de la Rúa és una església de Lizarra, Navarra, que combina elements arquitectònics romànics i gòtics.
Situada davant el Museu Gustavo de Maeztu s'alça una escalinata que ens transporta fins a la portada d'aquest monument que ja al segle xiii era conegut com a San Pedro el Mayor. Se l'esmenta com a parròquia des del 1174, encara que és possible que existís anteriorment. El 1256 va assolir el títol d'església major de la ciutat.
La façana data de mitjan segle xiii, amb grans similituds amb les portades de les properes esglésies de Sant Romà de Cirauqui, i la de Santiago a Puente la Reina. Als seus capitells i arquivoltes hi ha una rica decoració de caràcter vegetal, geomètric i figuratiu. Sobre els muntants de la porta una rica figuració d'origen clàssic i de tipus escatològic, amb sirena, centaure, harpies i grifons.

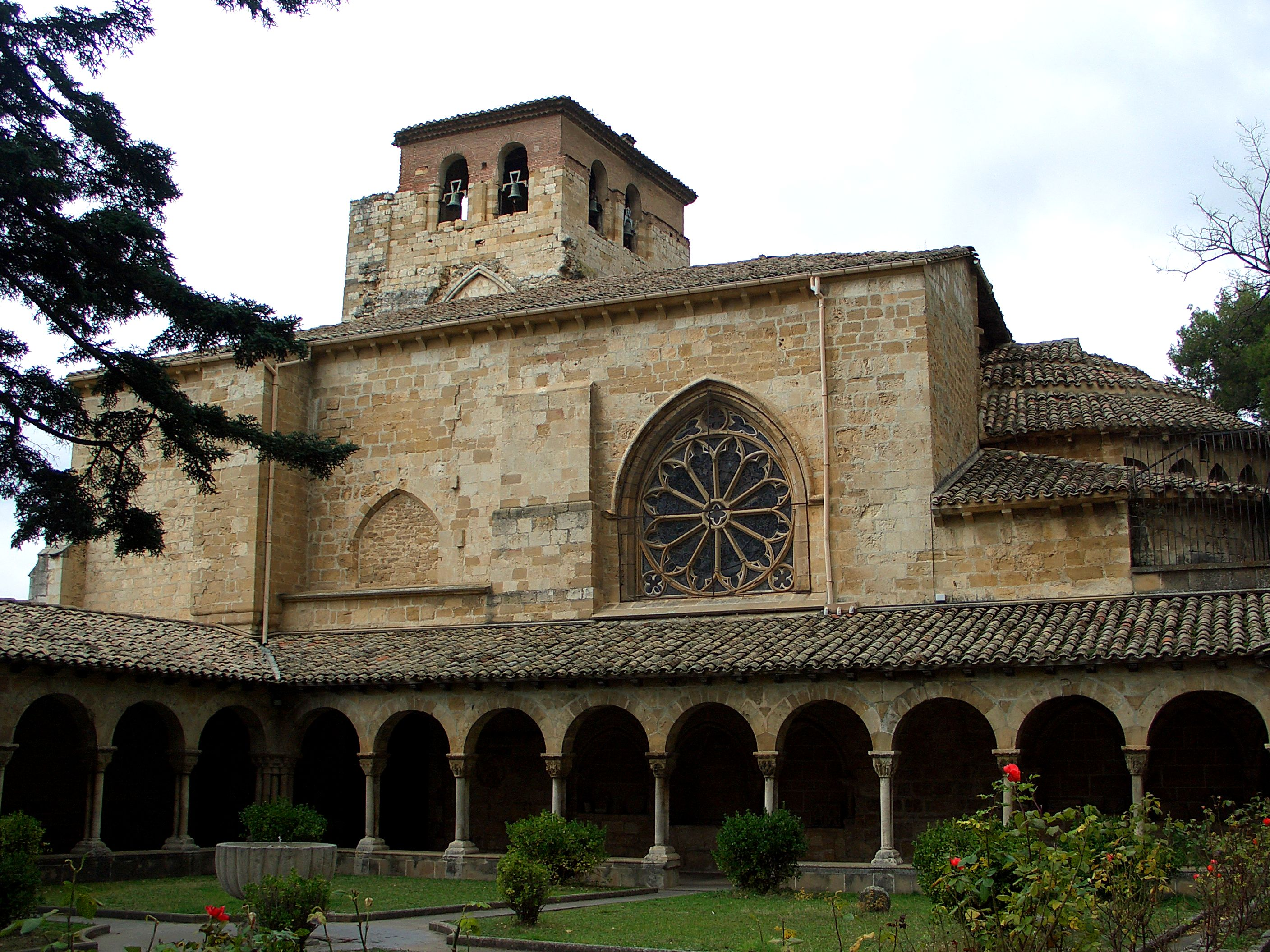
El claustre de finals del segle XII

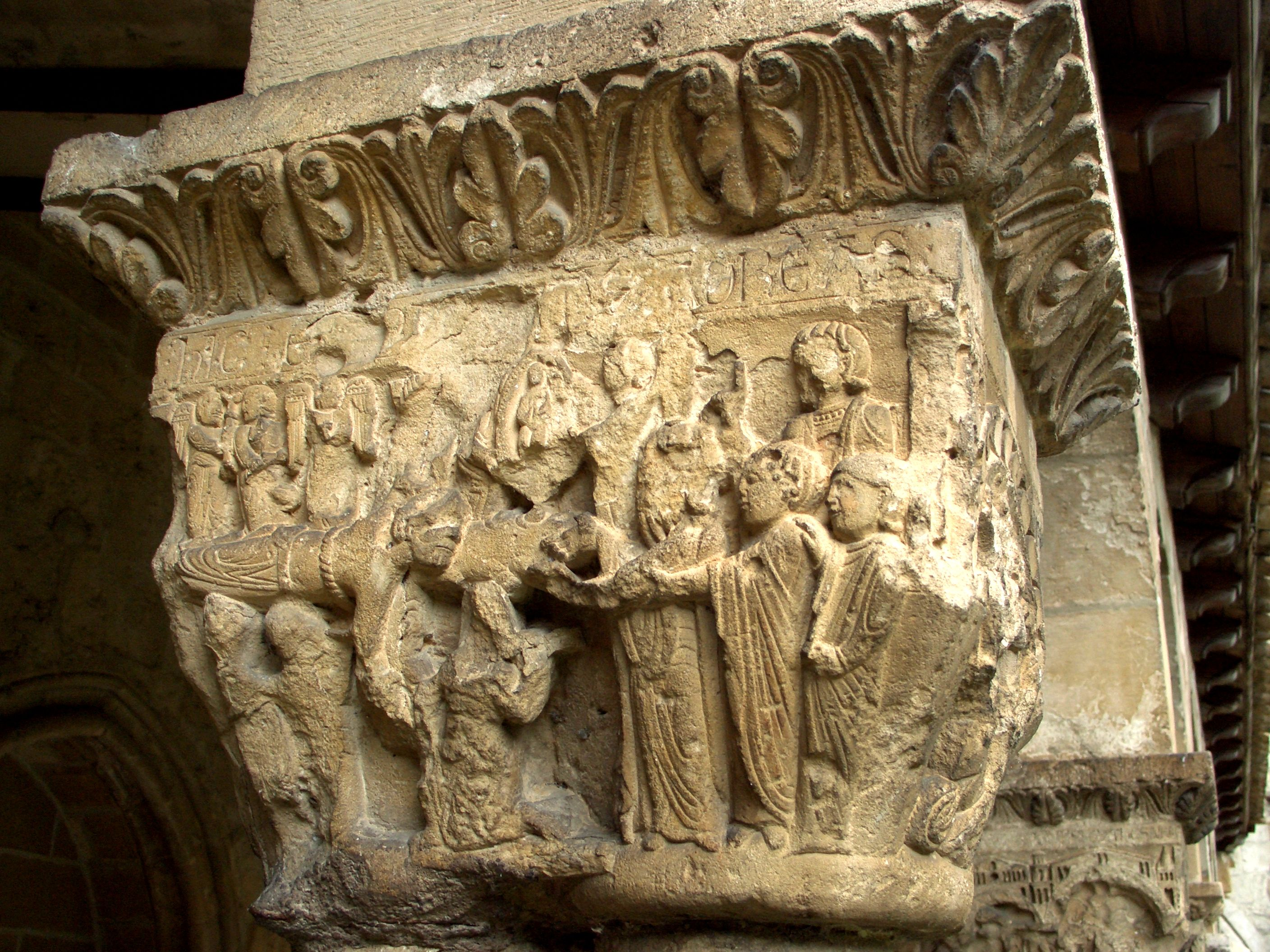
Detall d'un capitell del claustre

L'interior presenta formes constructives originades a l'últim quart del segle xii, de quan es conserva la capçalera del temple. Les naus són del segle xiii i el finestral de traceria gòtica, situat al mur nord de l'església, al seu primer cos i dins de la torre, del segle xv. Les cobertes de les naus són dels segles xvi i xvii. Alberga diverses obres entre les quals cal destacar el retaule de la Verge del Rosari (primera meitat del segle XVII), a la fornícula central del qual es troba una imatge de la Verge de la O, que data del segle xiv. La capella de Sant Andreu, patró de la ciutat, està construïda amb formes barroques a partir de 1706. El retaule, realitzat a finals del segle xviii, és d'estil rococó. Destaca el retaule del Crucificat, del segle xvii, que conté a la seva fornícula principal una talla del Crist a la creu de caràcter romànic, datat el segle xiii.
Al presbiteri hi ha una imatge de la Verge de Betlem, talla de finals del segle xiii, procedent de la propera església del Sant Sepulcre. Altres retaules són el de Sant Nicolàs i el de la Santíssima Trinitat, obra del segle xvii.
Al cor, sota el finestral de la torre, es conserva un bell cadiratge barroc i una pila baptismal de factura pròpia del segle xii, únic objecte litúrgic de l'edifici primitiu. Sobre les parets pengen teles atribuïbles al segle xvii, de desigual qualitat tècnica.
El claustre, de planta quadrada i del qual només es conserven les galeries occidental i septentrional, està datat entorn de l'any 1170. Va ser parcialment demolit el 1572. Els seus capitells, d'una gran qualitat escultòrica, acullen mans de diferents artistes que ens mostren la importància del Camí de Sant Jaume en la difusió de noves formes estètiques. S'alternen elements historiats de la vida de Sants (entre ells, la història de Sant Andreu) i de Crist (Anunciació, Encarnació, Passió i Resurrecció), al costat de formes simbòliques d'animals (harpies, sirenes alades, esfinxs) i vegetals.